# Microcausta argenticilia
Microcausta argenticilia là một loài bướm đêm trong họ Crambidae.